# Precession

Precession av ett gyroskop.

Precession är en mekanisk funktion hos snurror (exempelvis jorden), där rotationsaxeln vinglar (pendlar) lite i rymden. Precessionen kan anses som en första ordningens avvikelse från snurrans grundrörelse. I fysiken räknar man med två typer av precession: vridmomentfri och vridmomentinducerad.

## Inom astronomin

Jordens axelprecession

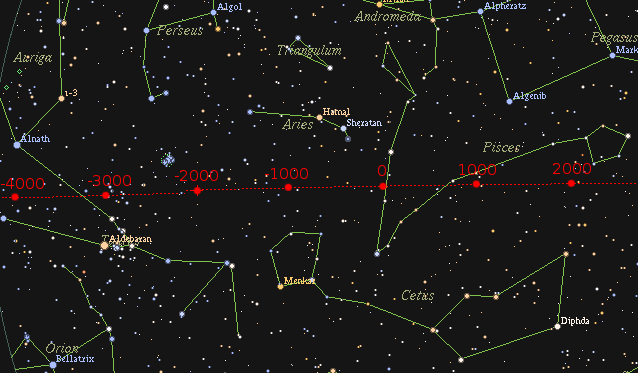
Dagjämningspunktens precession i förhållande till "fixstjärnorna"

För närvarande pekar jordaxeln mot en punkt i närheten av Polstjärnan, men riktningen ändrar sig långsamt på himlavalvet i en ungefärligen cirkelformad rörelse med en period på 25 800 år. Referensen är en linje vinkelrät mot jordbanans plan och i en första approximation bibehålls lutningen (23,5 grader) i förhållande till denna. Om några tusen år kommer alltså våra efterlevande inte att kunna orientera sig mot norr genom att leta reda på Polstjärnan. Efter omkring 12 000 år pekar jordaxeln i stället mot trakten av stjärnan  Vega (en vinkelförändring på ungefär 2 × 23,5 grader), för att efter ytterligare 14 000 år ha återkommit till Polstjärnan. Skärningen mellan jordens ekvatorsplan och ekliptikaplanet, vårdagjämningspunkten, rör sig alltså i förhållande till stjärnorna, vilket upptäcktes redan av Hipparchos. 
I verkligheten är precessionsrörelsen mycket komplex, med ett stort beroende av jordklotets inre uppbyggnad och av månens rörelse.
Man definierar därför formellt en rimligt jämn rörelse för medelpolen, och sammanför alla mer kortperiodiska effekter till den så kallade nutationen. De största termerna i nutationen är knutna till variationer i månens banplan, vars uppstigande nod (skärningspunkten med ekliptikan) rör sig runt ekliptikan på cirka 18,6 år. Vi får alltså en avvikelse i medelprecessionen med perioden 18,6 år och med en amplitud på cirka 17 bågsekunder i ekliptisk longitud och 9 bågsekunder i ekliptisk latitud, vilket upptäcktes empiriskt av James Bradley på 1700-talet. En fullständig teoretisk beskrivning av nutationen finns fortfarande inte, framför allt för att den så känsligt beror av förhållandena i jordens inre. 
Strängt taget är rörelsen kring solen bestämd av jordens och månens gemensamma tyngdpunkt (gravitationscentrum), och detta pars banplan kring solen är svagt elliptiskt. Storaxeln i den ellipsen svajar långsamt. Omloppstiden för detta gravitationspar påverkas dessutom en aning av gravitationen från de övriga planeter som kretsar kring solen. Resultatet är att jord-måneparet håller ojämn fart i rörelsen kring solen. Det är detta som är anledningen till att man då och då skjuter in en skottsekund vid tidpunkter som än så länge är oberäkningsbara och bara kan empiriskt fastställas med några månaders varsel. Teoretiskt skulle det någon gång behövas en "negativ skottsekund" men det har, sedan man började diskutera skottsekunder, hittills aldrig inträffat.
Populärt skulle man kunna säga att precessionen är en svajning av jordaxelns riktning, och att axeln samtidigt darrar lite på grund av nutationen. "25 800-årscirkeln" enligt ovan liknar alltså egentligen mer ett kugghjul än en cirkel.
Både precession och nutation kan åskådliggöras med en vanlig leksakssnurra, och framträder tydligast då snurran tappar farten strax innan den faller omkull. Men när slutet är nära går allting mycket fort, så man måste vara ordentligt uppmärksam för att kunna upptäcka dessa små rörelser hos snurrans axel.